# Irány Mexikó!
Az Irány Mexikó! egy 1968-as fekete-fehér magyar zenés vígjáték, amit Zsurzs Éva rendezett. Főszereplői: Bodrogi Gyula és Voith Ági.

## Történet
Nagy készülődés folyik a mexikói olimpiára, nemcsak a sportolók, hanem a Magyar Televízió munkatársai számára is, hiszen nagyon fontos a játékok közvetítése. A segédoperatőrök között megindul a verseny a kiutazásért. Gergely, a fiatal ambiciózus operatőr nagy eséllyel száll versenybe, mindaddig, amíg bele nem szeret Torma Teribe, a fiatal tornászlányba, aki szintén az olimpiára készül.

## Szereplők
- Bodrogi Gyula (Gergely Balázs)
- Voith Ági (Torma Teri)
- ifj. Latabár Kálmán (Sanyi)
- Latabár Kálmán (Csóró)
- Felföldi Anikó (Lenke)
- Kiss Manyi (Tilda)
- Egri István (TV-s vezető)
- Kósa András (fiatal operatőr)
- Siménfalvy Sándor (Edzőtábor portása)
- Szigeti András (kerékpáros)
- Szirtes Ádám (rendőrőrnagy)
- Várhelyi Endre (Torma Ernő, Teri apja)
- Bélaváry Anna, Patocska Mária (magánénekesek)
- Gálcsiki János (operatőr)
- Koós János (önmaga)
- Tamási Eszter (önmaga)
- Bakó Márta
- Mezey Lajos
- Nagy István
- Nemere László
- Pagonyi János
- Telessy Györgyi
- Toldy Mária
- Victor Gedeon
- Ruttkai Éva
- Latinovits Zoltán